# Observatorio de Byurakan

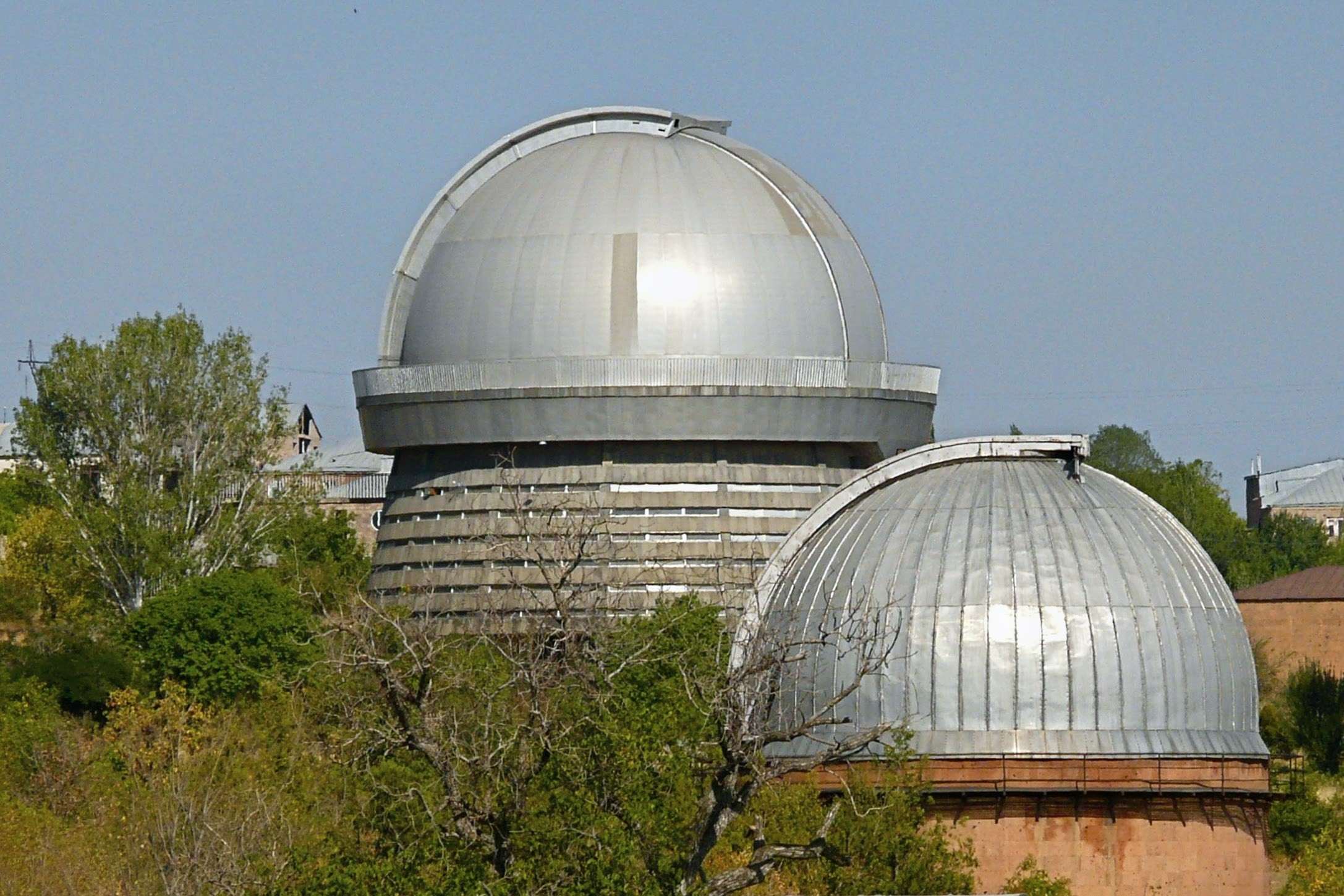
Telescopios del observatorio

El Observatorio de Byurakán, también conocido como Observatorio Astrofísico de Byurakán (nombre original en idioma armenio:Բյուրականի աստղադիտարան) es propiedad y está operado por la Academia Nacional de Ciencias de la República de Armenia. Está ubicado en la pendiente de Aragáts, cerca de la localidad de Byurakán, en Armenia.

## Historia
Fundado en 1946 por Víktor Ambartsumián, fue uno de los principales centros de astronomía de la Unión Soviética. Los edificios fueron diseñados por el arquitecto Samvel Safarián. El hotel, el edificio central y las estructuras están dedicados a las actividades astronómicas que desarrolla el observatorio. El observatorio ha descubierto cúmulos especiales de asociaciones estelares (en 1947), más de 1000 estrellas fulgurantes, docenas de supernovas, cientos de objetos de Herbig-Haro y nebulosas cometarias, y cientos de galaxias. Después de la disolución de la Unión Soviética, el observatorio cayó en tiempos difíciles.
En noviembre de 1951, se celebró la primera conferencia en el observatorio sobre el tema de las asociaciones estelares, y el 19 de septiembre de 1956 se llevó a cabo una importante reunión sobre estrellas no estables. Ha sido sede de dos conferencias principales sobre el SETI, y es reconocido como el centro regional de investigaciones astronómicas.
Entre sus directores figuran V.A. Ambartsumián hasta 1988, E.Ye. Jachikián hasta 1993, H.A. Harutyunián de 1993 a 1994, y A.R. Petrosián de 1994 a 1999. Jachikián regresó como director entre 1999 y 2003; y Harutyunián también volvió posteriormente.

## Equipo
El telescopio principal del Observatorio Byurakán es un reflector Cassegrain de 2.6 m, junto con dos cámaras de Schmidt de 1 y 0.5 m, así como otros telescopios más pequeños.

## Resultados
La Primera Toma de Datos Sistemática desde Byurakán comenzó en 1965 con la Cámara de Schmidt. Reveló 1500 galaxias con un exceso ultravioleta, conocidas como galaxias de Markarian. Estas galaxias se denominan "Markarian" o "Mrk" seguidas de un número, por ejemplo Mrk 501.
La Segunda, desarrollada en tre 1974 y 1991, buscó galaxias con exceso en la línea de emisión ultravioleta, y localizó cuásares.